# Centranthus lecoqii
Centranthus lecoqii là một loài thực vật có hoa trong họ Kim ngân. Loài này được Jord. mô tả khoa học đầu tiên năm 1852.